# Liste des sultans de Mayotte
L'île de Mayotte a été gouvernée par un sultanat à partir du XVe siècle environ. Les archives concernant l'histoire de Mayotte sont cependant rares, lacunaires, faiblement datées et généralement très postérieures aux événements, ce qui les rend sujettes à caution.
Les historiens connaissent au moins trois généalogies historiques des sultans de Mayotte : 
- celle fournie par le cadi Omar Aboubacar (1865)
- celle donnée par Gevrey (1870), s'appuyant essentiellement sur la précédente avec une tentative de datation (grégorienne)
- celle, enfin que Mkadara ben Mohamed fournit en annexe de son manuscrit (1931), elle aussi largement inspirée par le cadi Omar Aboubacar.

## Liste des sultans de Mayotte
| Début de règne    | Fin                 | Nom                                                           | Commentaire |
| ----------------- | ------------------- | ------------------------------------------------------------- | --- |
| fin du XVe siècle |                     | Attoumani ben Ahmed                                           | Premier sultan shirazi de Mayotte, établi à Mtsamboro |
| vers 1500         |                     | Maoré ou Mawati                                               | Établissement des premiers sultanats, période peu connue |
| vers 1520         | vers 1560           | Haïssa ben Mohamed (parfois orthographié Aïssa ou Issa)       | Premier sultan bien documenté, qui établit sa capitale à Tsingoni et y fit ériger le mirhab de la Mosquée de Tsingoni en 1534. Il était fils du sultan Mohammed d'Anjouan et de la sultane héritière de Mayotte. À sa mort, les mahorais rejettent l'autorité de sa veuve alors établie à Anjouan, et élisent sa fille Moina-Alachora sultane de Mayotte, se séparant une nouvelle fois de l'autorité anjouanaise. |
| vers 1560         |                     | Moina-Alachora (parfois appelée Moina-Singa)                  | Sultane |
| vers 1643         | vers 1680           | Omar ben Ali                                                  | |
| fin XVIIe siècle  | début XVIIIe siècle | Ali ben Omar                                                  | |
| 1700              | 1714                |                                                               | Aisa, c'est-à-dire régent |
| 1714              | 1720                |                                                               | la sultane Mwanao binti Mwe Fani, (régence) |
| 1720              | 1727                | Aboubakar ben Omar                                            | |
| 1727              | 1752                | Salimou ben Mwé Fani                                          | |
| 1752              | 1790                | Boina Kombo ben Salim                                         | |
| 1790              | 1807                | Salim II (Salih ben-Mohammed ben-Béchir el-Mondzary el-Omany) | Issu d'une riche famille omanaise de Zanzibar établie à Tsingoni, il épouse la fille du vieux sultan Boina Kombo Ben Salim en exercice et devient son héritier ; il transfère la capitale à Dzaoudzi, localité plus facile à fortifier que Tsingoni. Décédé en 1807 par coup d'Etat fomenté par Suhali Salim Bin Boinakombo Ben Salim et ahmadi Bin Boinacombo (selon les sources).                                |
| 1807              | 1817                | Suhali Salim bin Boinakombo ben Salim (Mawana Swalihi)        | décédé par Coup d'Etat en 1817, Coup d'Etat mené par Amadi Bin Boinacombo son successeur |
|                   |                     |                                                               | |
| 1817              | 1829                | Amadi bin Boina combo (Mawana Amadi)                          | décédé par Coup d'Etat en 1829. Par sa femme malgache ou par son fils le but est le même faire introniser Boina Combo Bin Amadi qui ne pouvait pas hérite du trône selon les normes de la cité. ce fils d'une mère étrangère ne pouvait accéder au trône que par coup d’État |
| 1829              | 1829                | Moge Muku                                                     | |
| 1829              | 1832                | Boina combo bin Amadi                                         | |
| 1832              | 1833                | Andriantsoly                                                  | 1re fois |
| 1833              | 1835                |                                                               | Vacant, Intégration au sultanat de Mohéli, puis d'Anjouan |
| 19 novembre 1835  | 1836                | Umar                                                          | Gouverneur, Cadi |
| 1836              | 25 mars 1841        | Andriantsoly                                                  | 2e fois |

### Sources et bibliographie
- Une partie ou l'ensemble de ces sources sont tirés de Geocities.com/CapitolHill
- M. Pauly, « Les sultans de Mayotte », sur archeologiemayotte.over-blog.com, 25 février 2011.